# U-23サッカーモンゴル国代表
U-23サッカーモンゴル国代表は、モンゴル国サッカー連盟（MFF）によって構成される、モンゴルのサッカーの23歳以下のナショナルチームである。
23歳以下の選手を対象とするオリンピックに出場するためのチームである。そのため、オリンピックの前年にはU-22サッカーモンゴル代表、そのさらに前年にはU-21サッカーモンゴル代表と呼称が変わる。

## 成績

### オリンピック
- 2000 - 不参加
- 2004 - 不参加
- 2008 - 不参加
- 2012 - 不参加
- 2016 - 予選敗退
- 2020 - 予選敗退
- 2024 - 予選敗退

### アジア競技大会
- 2002 - 不参加
- 2006 - 不参加
- 2010 - 不参加
- 2014 - 不参加

### U-23選手権
- 2013 - 不参加
- 2016 - 予選敗退
- 2018 - 予選敗退
- 2020 - 予選敗退
- 2022 - 予選敗退
- 2024 - 予選敗退